# Natalia de Molina
Natalia de Molina (Linares, 19 de dezembro de 1989) é uma atriz espanhola, ganhadora do prêmio Goya de melhor atriz, em 2016, pelo seu papel no filme Techo y comida.

## Filmografia

### Filmes
| Ano  | Nome                                 | Personagem | Diretor                  |
| ---- | ------------------------------------ | ---------- | ------------------------ |
| 2013 | Vivir es fácil con los ojos cerrados | Belén      | David Trueba             |
| 2013 | Temporal                             | Sara       | Catxo                    |
| 2015 | Sólo Química                         | Melanie    | Alfonso Albacete         |
| 2015 | Cómo sobrevivir a una despedida      | Nora       | Manuela Moreno           |
| 2015 | Techo y comida                       | Rocío      | Juan Miguel del Castillo |
| 2016 | Pozoamargo                           | Gloria     | Enrique Rivero           |
| 2016 | Kiki                                 | Natalia    | Paco León                |

### Curta-metragem
| Ano  | Nome         | Personagem | Diretor                      |
| ---- | ------------ | ---------- | ---------------------------- |
| 2012 | Paraíso      | Pin-up 2   | Luken Hidalgo e Miguel Quero |
| 2014 | Pase Privado | Vane       | Natxo López                  |

## Séries de televisão
| Ano  | Série                   | Personagem               | Canal                          |
| ---- | ----------------------- | ------------------------ | ------------------------------ |
| 2012 | El gran día de los feos | Sheila                   | Série para dispositivos móveis |
| 2015 | Bajo sospecha           | Leticia "Leti" Rodríguez | Antena 3                       |
| 2018 | La catedral del mar     | Francesca                | Antena 3                       |

## Teatro
| Ano         | Obra                            | Personagem   | Diretor                |
| ----------- | ------------------------------- | ------------ | ---------------------- |
| 2007        | La casa de Bernarda Alba        | Adela        | Dip. Granada           |
| 2009        | La medida                       | Esclavo      | Silvia Ríos            |
| 2009        | La dama boba                    | Nise         | Silvia Ríos            |
| 2010        | La pereza                       | Martha       | Silvia Ríos            |
| 2010        | Nine                            | Nina Darling | Antonio Jesús González |
| 2011        | Me gusta el café solo con hielo | Conciencia   | Celia de Molina        |
| 2011        | Me muero, me muero              | Rosa         | Hermanos Rico          |
| 2011 - 2012 | Sonias                          | Sonia        | C. Rico                |
| 2012 - 2013 | La mirilla                      | Ada Jeane    | Sergio Candel          |
| 2013        | Liberté, égalité, yeyé          | Pitu/María   | Paco Anaga             |

## Prêmios

### Premios Goya
| Ano  | Categoria              | Filme                                | Resultado |
| ---- | ---------------------- | ------------------------------------ | --------- |
| 2016 | Melhor Atriz Principal | Techo y comida                       | Ganhadora |
| 2013 | Melhor Atriz Revelação | Vivir es fácil con los ojos cerrados | Ganhadora |

### Prêmio Cinematográfico José María Forqué
| Ano  | Categoria              | Filme          | Resultado |
| ---- | ---------------------- | -------------- | --------- |
| 2015 | Melhor Atriz Principal | Techo y comida | Ganhadora |

### Medalha do Círculo de Escritores Cinematográficos
| Ano  | Categoria              | Filme          | Resultado |
| ---- | ---------------------- | -------------- | --------- |
| 2015 | Melhor Atriz Principal | Techo y comida | Ganhadora |